# Julius Schultz
Julius Vilhelm Schultz, född den 21 maj 1851 i Köpenhamn, död där den 3 maj 1924, var en dansk skulptör.
Schultz studerade gravyr och senare skulptur vid konstakademien och var sin lärare Jerichaus biträde i dennes ateljé. Han debuterade 1873 med statyn Filoktetes med mera. Sedan följde Iver Huitfeldt (staty, 1875) och reliefen Jesus tvättar lärjungarnas fötter (1877), som förskaffade konstnären stora guldmedaljen och akademiens stipendium. Han vistades 1 1/2 år i Paris och sedan länge i Rom. Bland hans arbeten under de följande åren märks gruppen Adam och Eva (1881, marmor, i konstmuseet), Moder och barn (1890, museet i Ribe), Judit (1893) och de båda statyerna över den unge Öhlenschläger (1898) och Baggesen (1901, båda i konstmuseet, den förra i ett förstorat exemplar uppställd i Falkonerallén vid Frederiksberg). Till hans arbeten från de senare åren hör Citystatyn på Østergade, Merkur på Købmagergade, Holberg (1906), Vårmorgon (1910) samt flera reliefer. Han utförde även en del medaljer av förtjänst. Schultz blev lärare vid akademiens konstskola för kvinnor 1904 och professor vid akademien 1908.